# لون أوراق الشجر في الخريف

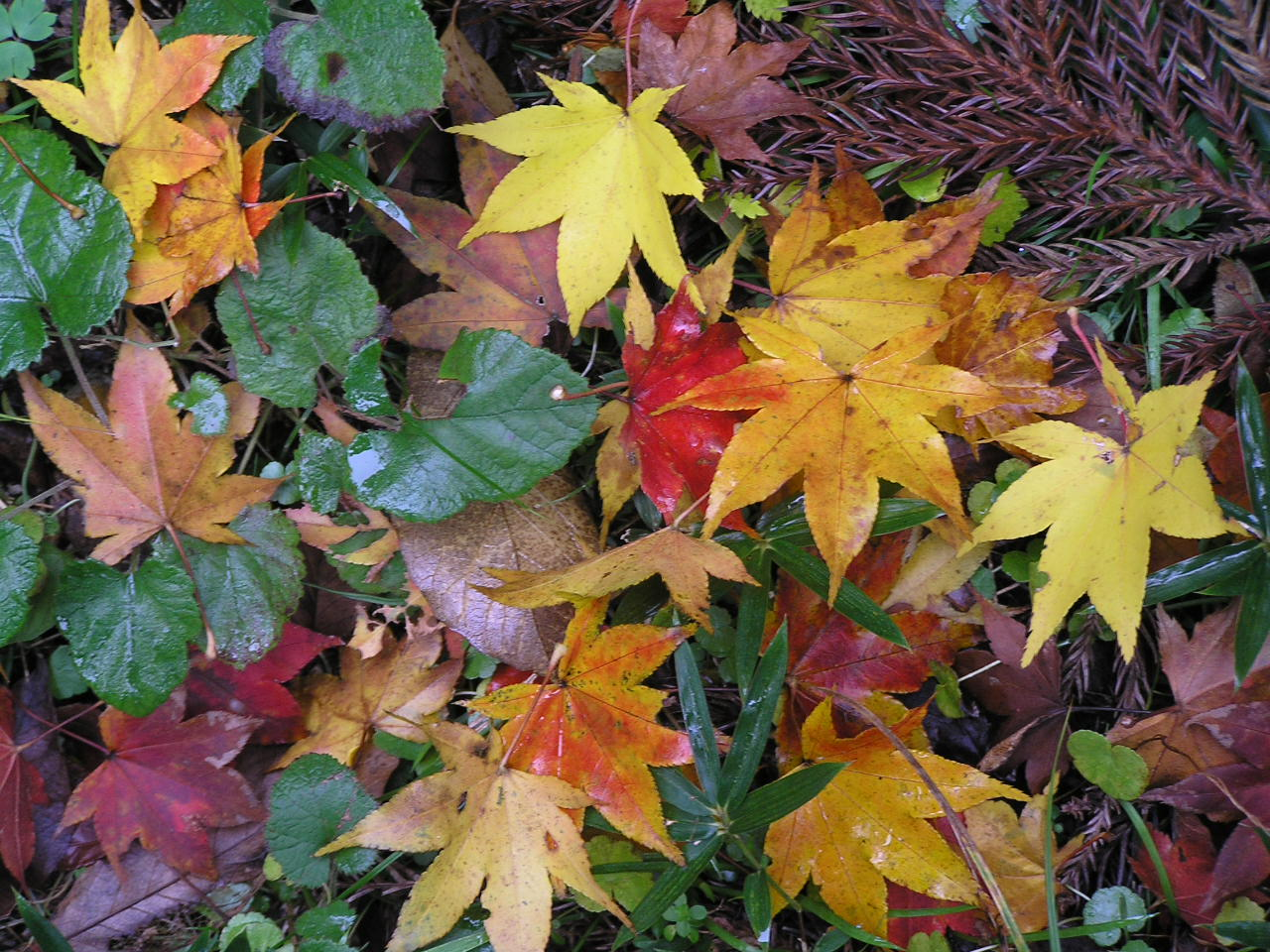
اليابانية أوراق الخريف القيقب

لون أوراق الخريف Autumn leaf color هو ظاهرة نباتية تظهر على الأوراق الخضراء الطبيعية للعديد من الأشجار والشجيرات المتساقطة التي تتغذى عليها، خلال أسابيع قليلة في فصل الخريف، بدرجات مختلفة من الأصفر والبرتقالي والأحمر والأرجواني والبني. تسمى هذه الظاهرة بألوان الخريف  أو أوراق الخريف  في الإنجليزية البريطانية وألوان الخريف،  أوراق الشجر المتساقطة، أو ببساطة أوراق الشجر  في اللغة الإنجليزية الأمريكية. في بعض مناطق كندا والولايات المتحدة، تعتبر سياحة «اختلاس أوراق الشجر» مساهمة رئيسية في النشاط الاقتصادي. يحدث هذا النشاط السياحي بين بداية تغيرات اللون وبداية تساقط الأوراق، عادة في حوالي سبتمبر وأكتوبر في نصف الكرة الشمالي ومن أبريل إلى مايو في نصف الكرة الجنوبي.

## الكلوروفيل الأخضر والألوان الأصفر-البرتقالي
الورقة ذات اللون الاخضر تكون خضراء بسبب وجود صبغة نباتية تعرف باسم الكلوروفيل، والتي توجد داخل عضية في الخلية تسمى بلاستيدات خضراء. عندما تكون وفيرة في خلايا الورقة، كما هو الحال خلال موسم النمو، يكون اللون الأخضر للكلوروفيل ظاهرا ويخفي ألوان أي أصباغ أخرى قد تكون موجودة في الورقة. وبالتالي، فإن أوراق الصيف تكون مميزة باللون الأخضر.
للكلوروفيل وظيفة مهمة، فهو يلتقط أشعة الشمس ويستخدم الطاقة الناتجة في تصنيع غذاء النبات (السكريات البسيطة) التي يتم إنتاجها من الماء وثاني أكسيد الكربون. هذه السكريات هي أساس غذاء النبات والمصدر الوحيد للسكريات اللازمة للنمو والتطور. في عملية تصنيع الغذاء، تتحلل الكلوروفيل، وبالتالي يتم «استهلاكها» باستمرار. ومع ذلك، خلال موسم النمو، يقوم النبات بتجديد الكلوروفيل بحيث يظل العرض مرتفعًا وتبقى الأوراق خضراء.
في الايام الاخيرة من فصل الصيف، ومع قلة عدد ساعات النهار وتبريد درجات الحرارة، يتم إغلاق الأوردة التي تحمل السوائل داخل وخارج الورقة تدريجياً حيث تتشكل طبقة من خلايا الفلين الخاصة عند قاعدة كل ورقة. ومع تطور طبقة الفلين يتم تقليل كمية الماء والمعادن في الورقة، ببطء في البداية، ثم بسرعة أكبر. خلال هذا الوقت، تبدأ كمية الكلوروفيل في الورقة بالانخفاض. في كثير من الأحيان، لا تزال القنوات الخضراء بعد أن تغير لون الأنسجة الموجودة بينها بشكل شبه كامل.
يقع الكلوروفيل في غشاء الثايلاكويد للبلاستيدات الخضراء ويتكون من بروتين صميم (اي انزيم) مع العديد من الروابط أهمها الكلوروفيل أ وب. في الخريف تم تفكيك هذا التجمع. يُعتقد أن تحلل الكلوروفيل يحدث أولاً. تشير الأبحاث إلى أن بداية تدهور الكلوروفيل يتم تحفيزه بواسطة الكلوروفيل باختزال، الذي يقلل من الكلوروفيل بإلى 7 هيدروكسي ميثيل كلوروفيلأ، والذي يتحول بعد ذلك إلى كلوروفيل. يُعتقد أن هذا يزعزع استقرار المعقد، وعند هذه النقطة يحدث انهيار البروتين الأبوي. إنزيم هام في تفكك البروتين هو FtsH6، والذي ينتمي إلى عائلة البروتينات FtsH. يتحلل الكلوروفيل إلى رباعي بيرول عديم اللون يعرف باسم هدم الكلوروفيل غير الفلوري. مع تحلل الكلوروفيل، يتم الكشف عن الأصباغ المخفية من الزانثوفيل الأصفر وبيتا كاروتين البرتقالي.

## أصباغ تساهم في ألوان أخرى

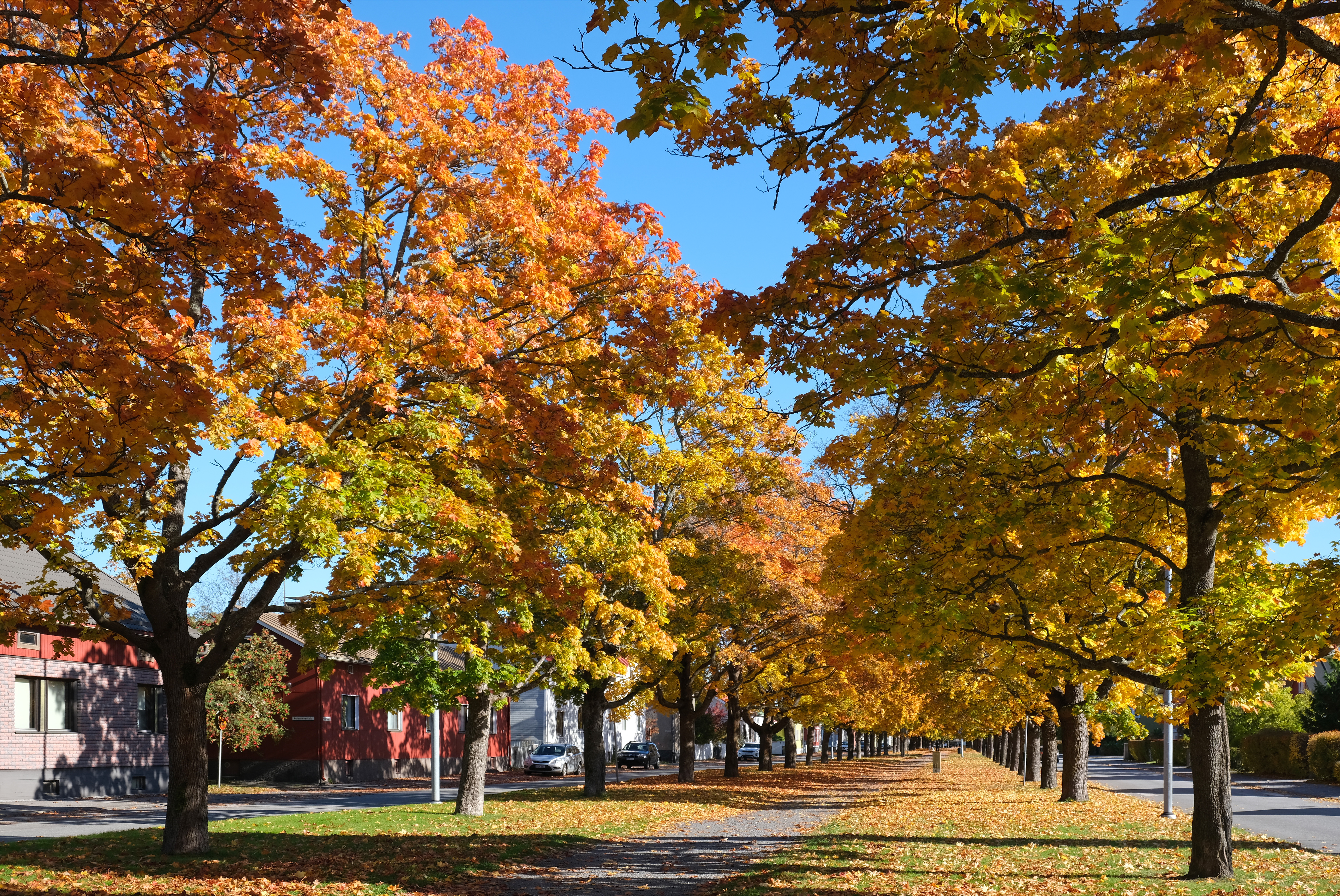
ألوان الخريف في حديقة كاليفانبويستو في بوري، فنلندا.

### الكاروتينات
توجد الكاروتينات في الأوراق على مدار العام، ولكن عادةً ما يتم إخفاء ألوانها البرتقالية الصفراء بواسطة الكلوروفيل الأخضر. مع اقتراب الخريف، تتسبب بعض التأثيرات داخل وخارج النبات في استبدال الكلوروفيل بمعدل أبطأ مما يتم استخدامه. خلال هذه الفترة، مع تناقص الإمداد الكلي للكلوروفيل تدريجيًا، يتلاشى تأثير «الإخفاء» ببطء. ثم تبدأ أصباغ أخرى موجودة (مع الكلوروفيل) في خلايا الورقة بالظهور. هذه هي الكاروتينات وتوفر ألوانًا من الأصفر والبني والبرتقالي والعديد من الأشكال بينهما.
تحدث الكاروتينات جنبًا إلى جنب مع أصباغ الكلوروفيل، في هياكل دقيقة تسمى البلاستيدات، داخل خلايا الأوراق. في بعض الأحيان، يكونون في مثل هذه الوفرة في الورقة لدرجة أنهم يمنحون النبات اللون الأصفر والأخضر، حتى خلال فصل الصيف. ومع ذلك، فإنها عادة ما تصبح بارزة لأول مرة في الخريف، عندما تبدأ الأوراق في فقدان الكلوروفيل.
الكاروتينات شائعة في العديد من الكائنات الحية، مما يعطي لونًا مميزًا للجزر والذرة والكناري والنرجس البري، وكذلك صفار البيض واللفت والحوذان والموز. يلون اللون الأصفر والبرتقالي اللامع أوراق أنواع الخشب الصلب مثل الهيكوري، والرماد والقيقب والحور الأصفر والحور الرجراج والبتولا والكرز الأسود والجميز والقطن، والساسافراس والألدر. الكاروتينات هي الصبغة السائدة في تلوين حوالي 15-30٪ من أنواع الأشجار.

### الأنثوسيانين

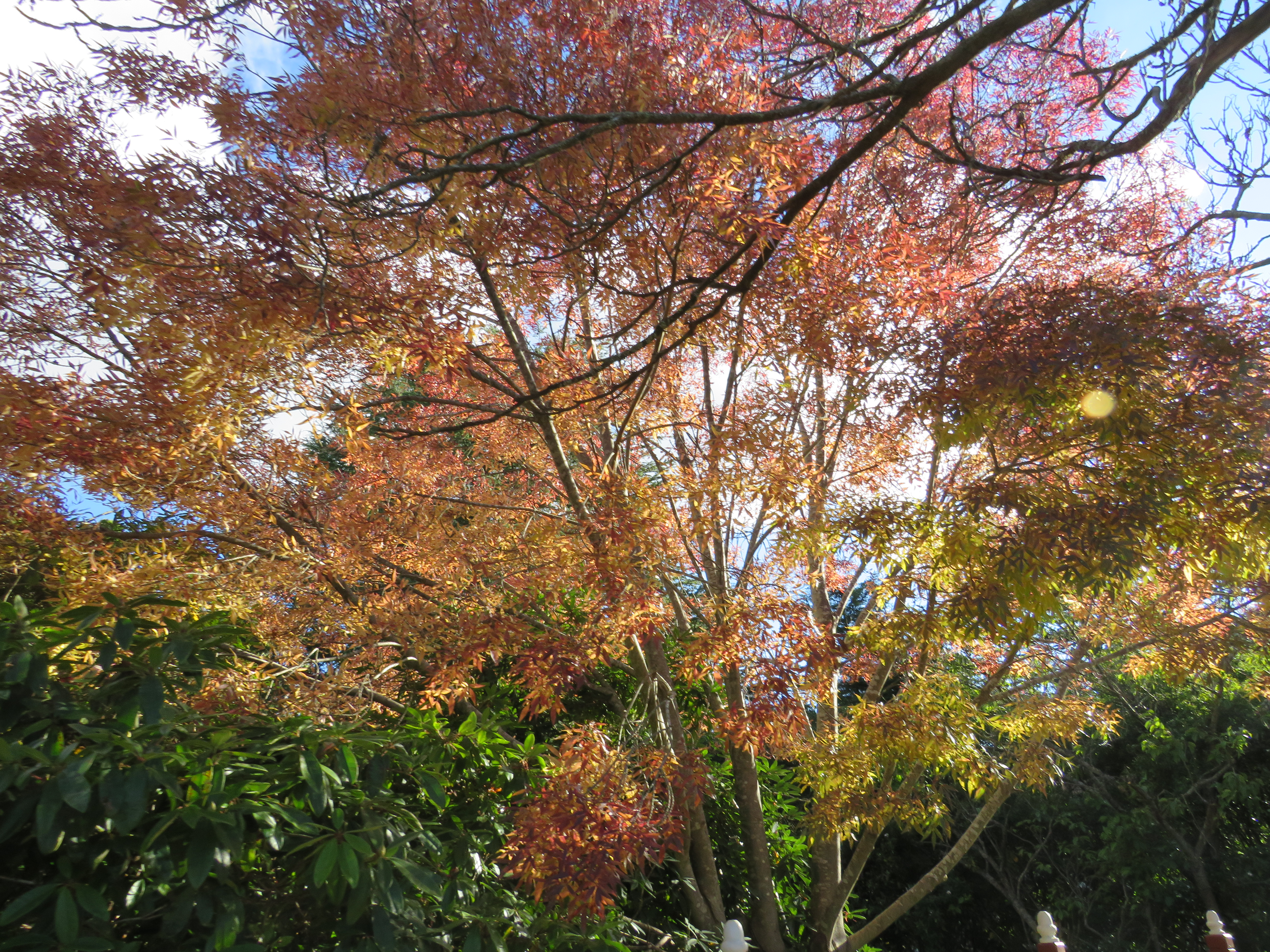
أوراق الخريف في بلو ماونتينز، أستراليا في أبريل 2022

تأتي الألوان الحمراء والبنفسجية ومجموعاتها الممزوجة التي تزين أوراق الخريف من مجموعة أخرى من الأصباغ في الخلايا تسمى الأنثوسيانين. على عكس الكاروتينات، فإن هذه الأصباغ غير موجودة في الورقة طوال موسم النمو، ولكن يتم إنتاجها بنشاط في نهاية الصيف. تتطور في أواخر الصيف في نسغ خلايا الورقة، وهذا التطور هو نتيجة تفاعلات معقدة للعديد من التأثيرات – داخل وخارج النبات. يعتمد تكوينها على تكسر السكريات في وجود ضوء ساطع مع انخفاض مستوى الفوسفات في الورقة.
خلال موسم النمو الصيفي، يكون مستوى الفوسفات في مستوى مرتفع. له دور حيوي في تكسير السكريات التي ينتجها الكلوروفيل، ولكن في الخريف، ينتقل الفوسفات، إلى جانب المواد الكيميائية والمغذيات الأخرى، من الورقة إلى ساق النبات. عندما يحدث هذا، تتغير عملية تكسير السكر، مما يؤدي إلى إنتاج أصباغ الأنثوسيانين. كلما كان الضوء أكثر إشراقًا خلال هذه الفترة، زاد إنتاج الأنثوسيانين وزاد إشراق عرض الألوان الناتج. عندما تكون أيام الخريف مشرقة وباردة، والليالي باردة ولكن ليست متجمدة، تتطور الألوان الأكثر سطوعًا عادةً.
يقوم الأنثوسيانين بتلوين حواف بعض الأوراق الصغيرة جدًا بشكل مؤقت عندما تتكشف من البراعم في أوائل الربيع. كما أنها تعطي اللون المألوف للفواكه الشائعة مثل التوت البري والتفاح الأحمر والتوت والكرز والفراولة والخوخ.
يوجد الأنثوسيانين في حوالي 10٪ من أنواع الأشجار في المناطق المعتدلة، على الرغم من وجودها في مناطق معينة – أشهرها شمال نيو إنجلاند – ما يصل إلى 70٪ من أنواع الأشجار قد تنتج الصباغ. في غابات الخريف، تظهر حية في القيقب، والبلوط، والخشب الحامض، والسمك الحلو، والقرانيا، والتوبيلوس، وأشجار الكرز، والكاكي. غالبًا ما تتحد هذه الأصباغ نفسها مع ألوان الكاروتينات لتكوين اللون البرتقالي الداكن والأحمر الناري والبرونز النموذجي للعديد من أنواع الأخشاب الصلبة.

## وظيفة ألوان الخريف
كان يُعتقد تقليديًا أن النباتات المتساقطة تتساقط أوراقها في الخريف في المقام الأول لأن الطاقة المرتفعة التي ينطوي عليها المحافظة على اللون الطبيعي للورقة ستفوق فوائد التمثيل الضوئي خلال فترة الشتاء من انخفاض توافر الضوء ودرجات الحرارة الباردة. في كثير من الحالات، تبين أن هذا مفرط في التبسيط – وتشمل العوامل الأخرى ذات الصلة افتراس الحشرات،  فقدان المياه، والأضرار الناجمة عن الرياح العاتية أو تساقط الثلوج.
يتم إنتاج الأنثوسيانين المسؤول عن التلوين الأحمر الأرجواني، بنشاط في الخريف ولكنه لا يشارك في تساقط الأوراق. تم اقتراح عدد من الفرضيات حول دور إنتاج الصباغ في تساقط الأوراق، وتنقسم عمومًا إلى فئتين: التفاعل مع الحيوانات، والحماية من العوامل غير البيولوجية.

### الحماية من الضوء
وفقًا لنظرية الحماية من الضوء، فإن الأنثوسيانين يحمي الورقة من الآثار الضارة للضوء في درجات الحرارة المنخفضة. الأوراق على وشك السقوط، لذا فإن الحماية ليست ذات أهمية قصوى بالنسبة للشجرة. ومع ذلك، فإن الأكسدة الضوئية والتثبيط الضوئي، خاصة في درجات الحرارة المنخفضة، تجعل عملية إعادة امتصاص العناصر الغذائية أقل كفاءة. من خلال حماية الورقة بالأنثوسيانين، وفقًا لنظرية الحماية من الضوء، تمكنت الشجرة من إعادة امتصاص العناصر الغذائية (خاصة النيتروجين) بكفاءة أكبر.

### التطور المشترك

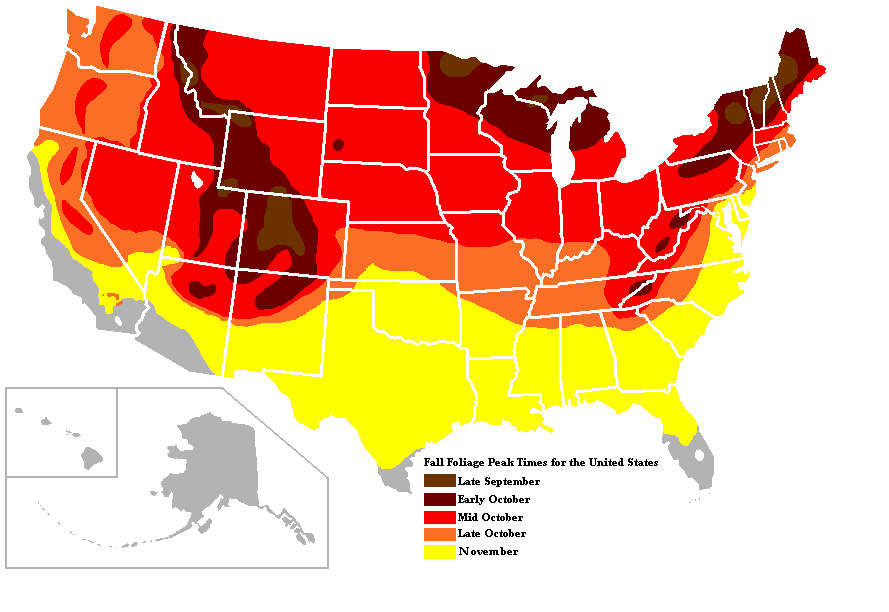
أوقات ذروة سقوط أوراق الشجر في الولايات المتحدة

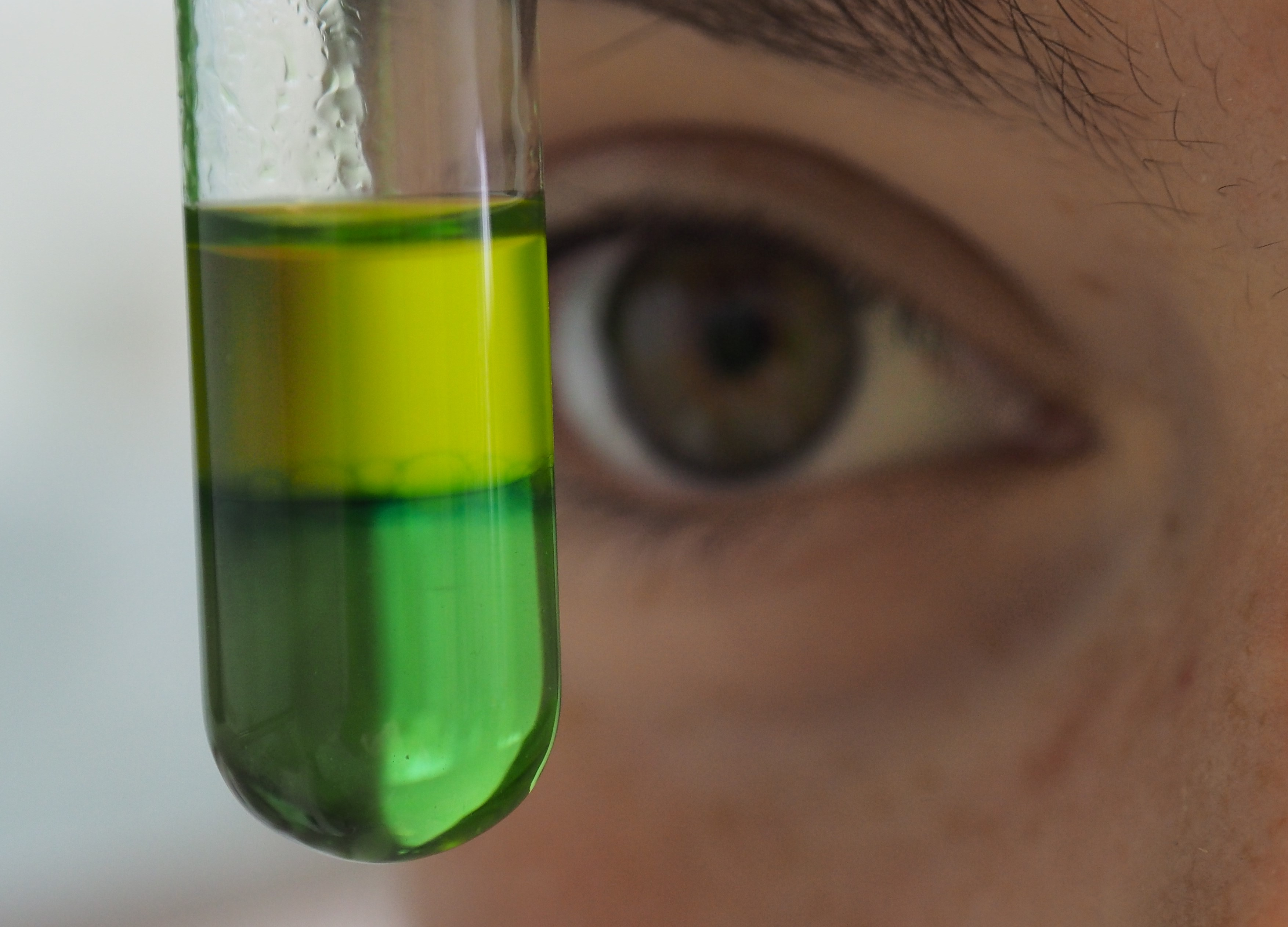
يتم استخراج الكلوروفيل (السائل الأخضر في القاع) والكاروتينات (السائل الأصفر) في المختبر.

وفقًا لنظرية التطور المشترك،  تعد الألوان إشارات تحذير للحشرات مثل حشرات المن التي تستخدم الأشجار كمضيف لفصل الشتاء. إذا كانت الألوان مرتبطة بكمية الدفاعات الكيميائية ضد الحشرات، فإن الحشرات ستتجنب الأوراق الحمراء وتزيد من لياقتها؛ في الوقت نفسه، تتمتع الأشجار ذات الأوراق الحمراء بميزة لأنها تقلل من حمل الطفيليات. وقد ظهر هذا في حالة أشجار التفاح حيث تفتقر بعض أصناف التفاح المستأنسة، على عكس الأنواع البرية، إلى الأوراق الحمراء في الخريف. تمكنت نسبة أكبر من حشرات المن التي تتجنب أشجار التفاح ذات الأوراق الحمراء من النمو والتطور مقارنة بتلك التي لا تفعل ذلك. علاوة على ذلك، توجد مقايضة بين حجم الثمار، ولون الأوراق، ومقاومة حشرات المن، حيث أن الأصناف ذات الأوراق الحمراء لها ثمار أصغر، مما يشير إلى تكلفة إنتاج الأوراق الحمراء المرتبطة بالحاجة الأكبر لتقليل الإصابة بالمن.
تمشيا مع الأشجار ذات الأوراق الحمراء التي توفر بقاءًا منخفضًا لحشرات المن، تميل أنواع الأشجار ذات الأوراق الساطعة إلى اختيار آفات المن الأكثر تخصصًا من الأشجار التي تفتقر إلى الأوراق الساطعة (ألوان الخريف مفيدة فقط في تلك الأنواع التي تتعايش مع الآفات الحشرية في الخريف). وجدت إحدى الدراسات أن محاكاة الحشرات العاشبة (أضرار أكل الأوراق) على أشجار القيقب أظهرت لونًا أحمر مبكرًا من الأشجار التي لم تتضرر.
تم اقتراح نظرية التطور المشترك لألوان الخريف من قبل دابليو دي هاملتون في عام 2001 كمثال على نظرية الإشارات التطورية.  مع الإشارات البيولوجية مثل الأوراق الحمراء، يُقال إنه نظرا لأن إنتاجها مكلف، فإنها عادة ما تكون صادقة، لذا فهي تشير إلى الجودة الحقيقية للإشارة مع عدم قدرة الأفراد ذوي الجودة المنخفضة على التزييف لهم والغش. قد تكون ألوان الخريف إشارة إذا كان إنتاجها مكلفًا، أو إذا كان من المستحيل تزويرها (على سبيل المثال، إذا تم إنتاج أصباغ الخريف بنفس المسار الكيميائي الحيوي الذي ينتج عنه دفاعات كيميائية ضد الحشرات).
تجذب العديد من النباتات التي تحتوي على التوت الطيور ذات لون التوت و / أو الأوراق المرئي بشكل خاص، وخاصة اللون الأحمر الفاتح. تحصل الطيور على وجبة، في حين أن الشجيرة أو العنب أو الشجرة الصغيرة عادةً ما يتم حمل البذور غير المهضومة وترسب في روث الطيور. يتميز اللبلاب السام بشكل خاص بوجود أوراق شجر حمراء زاهية تجذب الطيور إلى بذورها ذات اللون الأبيض الفاتح (وهي صالحة للأكل للطيور، ولكن ليس معظم الثدييات).

### افراز المركبات الأيضية
يتم إنشاء لون الخريف الأحمر اللامع لبعض أنواع القيقب من خلال عمليات منفصلة عن تلك الموجودة في انهيار الكلوروفيل. عندما تكافح الشجرة للتعامل مع متطلبات الطاقة لموسم متغير وصعب، تشارك أشجار القيقب في نفقات التمثيل الغذائي الإضافية لإنتاج الأنثوسيانين. تم العثور على هذه الأنثوسيانين، التي تخلق الأشكال الحمراء المرئية، للمساعدة في المنافسة بين الأنواع عن طريق إعاقة نمو الشتلات القريبة (أليلوباثي).

## السياحة

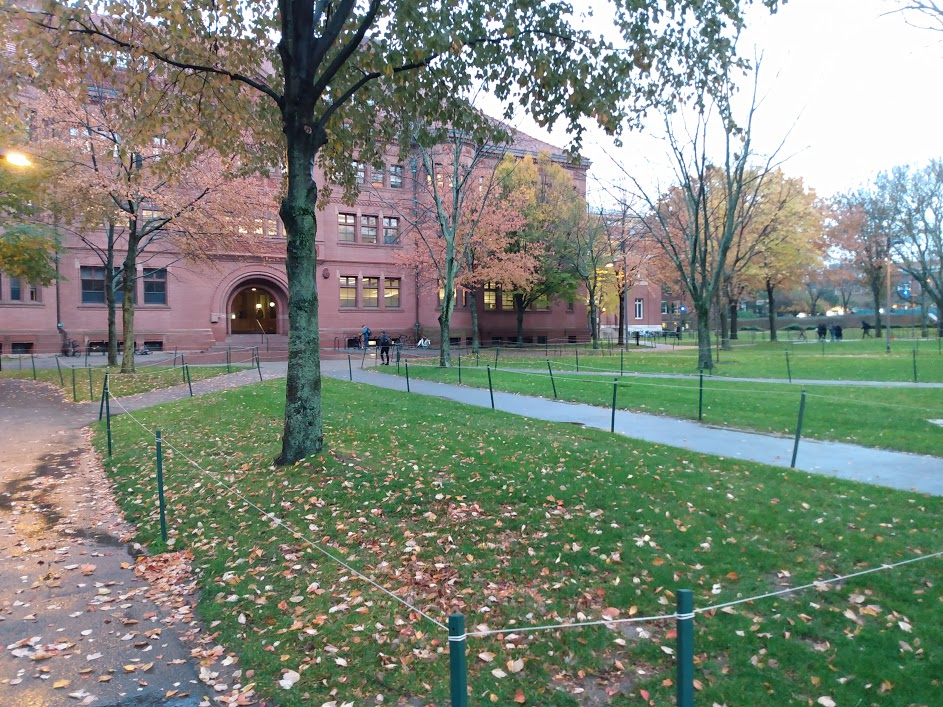
ساحة هارفارد تظهر لون أوراق الخريف

على الرغم من أن بعض ألوان الخريف تحدث في أي مكان توجد فيه الأشجار المتساقطة، إلا أن أوراق الخريف ذات الألوان الزاهية توجد في نصف الكرة الشمالي، بما في ذلك معظم جنوب كندا، وبعض مناطق شمال الولايات المتحدة، وشمال وغرب أوروبا شمال جبال الألب، والقوقاز منطقة من روسيا بالقرب من البحر الأسود، وشرق آسيا (بما في ذلك الكثير من شمال وشرق الصين، وكذلك كوريا واليابان).
في نصف الكرة الجنوبي يمكن ملاحظة أوراق الخريف الملونة في جنوب ووسط الأرجنتين، والمناطق الجنوبية والجنوبية الشرقية من البرازيل، وجنوب شرق أستراليا (بما في ذلك تسمانيا).

## تأثيرات المناخ
مقارنة بمنطقة أوروبا الغربية (باستثناء جنوب أوروبا)، يتوفر أمريكا الشمالية العديد من أنواع الأشجار (أكثر من 800 نوع وحوالي 70 من أشجار البلوط، مقارنة بـ 51 وثلاثة على التوالي، في أوروبا الغربية) مما يضيف العديد من الألوان المختلفة إلى مشهد. السبب الرئيسي هو التأثير المختلف للعصور الجليدية – بينما في أمريكا الشمالية، تمت حماية الأنواع في المناطق الجنوبية على طول الجبال الممتدة بين الشمال والجنوب، لم يكن هذا هو الحال في كثير من أوروبا.
قد يؤدي الاحترار العالمي وارتفاع مستويات ثاني أكسيد الكربون في الغلاف الجوي إلى تأخير مشهد الخريف المعتاد المتمثل في تغيير الألوان وتساقط الأوراق في غابات الأخشاب الصلبة الشمالية في المستقبل، وزيادة إنتاجية الغابات. على وجه التحديد، تؤدي درجات الحرارة المرتفعة في الخريف في شمال شرق الولايات المتحدة إلى تأخير تغيير اللون. أظهرت التجارب على أشجار الحور أنها بقيت أكثر خضرة مع ارتفاع مستويات ثاني أكسيد الكربون، بغض النظر عن التغيرات في درجات الحرارة. ومع ذلك، فإن التجارب التي استمرت لمدة عامين كانت موجزة للغاية بحيث لا تشير إلى كيفية تأثر الغابات الناضجة بمرور الوقت. وجدت دراسات أخرى استخدمت 150 عام من عينات الأعشاب أن هناك تأخيرًا يزيد عن شهر واحد في بداية الخريف منذ القرن التاسع عشر، ووجدت أن الإجهاد الناتج عن الحشرات والفيروسات والجفاف يمكن أن يؤثر أيضًا على توقيت تلوين الخريف في أشجار القيقب. أيضًا، يمكن لعوامل أخرى، مثل زيادة مستويات الأوزون بالقرب من الأرض (تلوث طبقة الأوزون التروبوسفيري)، إبطال الآثار المفيدة لارتفاع ثاني أكسيد الكربون.

## معرض الصور
- سقوط أوراق الشجر النموذجية في بلد القيقب الأحمر ، في جبال آديرونداك في شمال ولاية نيويورك
- ممر البلد الإنجليزي في الخريف
- لون أوراق الخريف وجبل فوجي مع ثلج يُرى من بحيرة كاواجوتشي ، اليابان.
- أواخر الخريف مع السيادة في اللون البني
- تلوين الخريف في كاراساوا في جبال الألب اليابانية
- ألوان الخريف البرتقالية في هينولا، فنلندا، في أكتوبر 2018
- بلدة ستيرلنغ، جنوب أستراليا، الواقعة في تلال أديليد، تجتذب العديد من السياح خلال فصل الخريف.
- مجموعة متنوعة من الألوان حول معبد توفوكو-جي في كيوتو، اليابان
- بعض الأشجار، مثل شجر الصمغ الحلو الأمريكي في Keokea, Maui، تتطور بألوان خريفية جريئة في المناطق شبه الاستوائية أو الاستوائية.
- شلالات ويبستر، أنتاريو، كندا

## انظر ايضا
- الخريف في إنجلترا الجديدة

## الملاحظات
1. ↑  توفي هاملتون في عام 2000. وقد قدم المؤلف المشارك إس. بي. براون الورقة البحثية في ديسمبر/كانون الأول من نفس العام ونشرت في عام 2001.

## الروابط الخارجية
- صبغات خريفية لهنري ديفيد ثورو
- التعرف على الأشجار الشائعة في الخريف بألوانها